# Гордій Микола Васильович
Гордій Микола Васильович(нар. 22 січня 1949, Водяники Звенигородський район Київська область) — директор Уманського тепличного комбінату. Заслужений працівник сільського господарства України (1999). Почесний громадянин Черкащини та Уманського району, депутат Уманської районної ради восьми скликань.

## Життєпис
Народився 21 січня 1949 р. у с. Водяники Звенигородського району Київської області (нині Черкаська область) у сім'ї колгоспників. З 1956 по 1967 рр. навчався у місцевій середній школі.
У 1967-1973 рр. навчався в Уманському сільськогосподарському інституті, по закінченні якого отримав спеціальність «вчений-агроном, плодоовочівник». У студентські роки брав участь у спортивних змаганнях. Під керівництвом тренера  О. У  Реїзова став чемпіоном СРСР серед студентів сільськогосподарських ВНЗ, а також виграв IV сільські ігри України з біг нп 100 метрів.
Дружина - Гордій Антоніна Миколаївна. Має два сина - Віктора й Андрія та онуків.
Гордій Антоніна Миколаївна -
Віктор Миколайович Гордій - заступник директора з економіки ПОСП "Уманський тепличний комбінат"
Андрій Миколайович Гордій — заступник директора з агрономічних питань ПОСП "Уманський тепличний комбінат".

## Кар'єра
У 1973 р. почав працювати на посаді старшого агронома теплично-овочевого комбінату колгоспу с. Паланка (Уманський район Черкаська область).
У 1976 р. зарахований головним агрономом: Уманський міжколгоспний теплично-овочевий комбінат.
У 1979 р. - призначений директором новоствореного Уманського міжколгоспного теплично-овочевого комбінату.
У 2000 -2001 рр. - директор Уманського міжколгоспного навічально-виробничого тепличного комбінату.
Після реорганізації у 2002 р. комбінат стає приватно-арендним сільськогосподарським підприємством  - директор Микола Гордій.
Викладав на кафедрі овочівництва Уманського державного аграрного університету.
Автор ряду наукових статей і посібників. Співавтор методичних вказівок "Біологоічні особливості вирощування тоатів у закритому грунті".

## Політична діяльність
Депутат Уманської міської та Уманнської районної рад восьми скликань. Депутат Паланської ОТГ

## Доброчинність
Микола Гордій активний учасник соціальних проектів розвитку Уманщина, нагороджений відзнакою "Меценат Умані"
27 березня 2020 р. заступник директора Уманський тепличний комбінат Андрій Гордій передав Уманська центральна районна лікарня від імені родини Гордій передав засоби захисту та медичне обладнання:100 штук респіраторів типу FFP2,  10 дихальних контурів, 8 ендотрахеальних трубок. .

## Нагороди
- Золота медаль ВДНГ УРСР (1979);
- Орден "Дружба народів" (1986);
- Почесне звання "Заслужений праціник сільського господарства України" (1999);
- Грамота Міністерства аграрної політики "За впровадження передових технологій" (2008);
- звання лауреата загальноосвітньої програми "Людина року-2009";
- Орден князя Ярослава Мудрого V ступеня (2010);
- Орден "За гуманність та милосердя" за сердечне ставлення до людей, що постраждали від наслідків Чорнобильської аварії (2011),
- Орден Святого апостола Андрія Первозванного Української Православної Церкси (2016);
- звання "Почесний громадянин Черкащини" (2018).
- Орден князя Ярослава Мудрого IV ступеня (2019).